# Сухе (Бакчарський район)
Сухе́ (рос. Сухое) — присілок у складі Бакчарського району Томської області, Росія. Входить до складу Вавіловського сільського поселення.

## Населення
Населення — 107 осіб (2010; 163 у 2002).
Національний склад (станом на 2002 рік):
- росіяни — 79 %